# 선데이 음바
선데이 음바(Sunday Mba, 1988년 11월 28일~ ,나이지리아)는 나이지리아의 축구 선수이다. 현재는 소속이 없다.
그의 이름은 유독 일요일을 뜻하는 선데이와 관련이 있는데, 음바는 2013년 아프리카 네이션스컵 8강 코트디부아르전과 결승전 부르키나파소전에서 결승골을 넣어 팀을 우승으로 이끌었는데, 그 두 골을 넣었던 경기들이 모두 일요일날 넣었던 것이었다.